# Ordem Colonial da Estrela de Itália
A Ordem Colonial da Estrela de Itália (em italiano: Ordine coloniale della Stella d'Italia) foi uma ordem de cavalaria do Reino de Itália destinada a celebrar o império colonial italiano

## História
A Ordem foi criada por motu proprio por Vítor Emanuel III de Saboia, a 18 de Janeiro de 1914, após a a Líbia se ter tornado uma colónia italiana.
Foi originalmente concebida como uma recompensa para os naturais das colónias que se distinguiram na glória daqueles territórios e de Itália. Por esta razão, os italianos que receberam o título não poderiam exceder metade do número máximo de membros.
A Ordem é composta por cinco graus:
- Cavaleiro de Grã-Cruz
- Grande-Oficial
- Comendador
- Oficial
- Cavaleiro

O rei de Itália era o chefe e o gestor da Ordem. O número máximo de titulares por cada grau foi estabelecido em 150 para o Cavaleiro, 50 para o Oficial Cavaleiro, 20 para o de Comendador, 7 para o Grande Oficial e 4 para Cavaleiro da Grã-Cruz. No entanto, as concessões eram sempre limitados aos principais membros do governo italiano nas colónias.
Com o fim do Império Colonial Italiano, a Ordem nunca mais foi concedida.

## Insígnia
- A Medalha consistia numa cruz de cinco pontas esmaltada de branco; o disco central era vermelho, com um bordo verde e as iniciais "VE" com uma coroa por cima, e por baixo a data da criação da Ordem. No topo da estrela, estava uma coroa real em ouro.

- A Barra era vermelha, com o bordo verde e branco.

|           |         |            |                |                       |
| Cavaleiro | Oficial | Comendador | Grande Oficial | Cavaleiro da Grã-Cruz |

## Titulares
(lista incompleta)
- Emilio De Bono
- Attilio Teruzzi
- Paolo Thaon di Revel
- Angelo Cerica
- Giuseppe Pièche
- Luigi Bongiovanni
- Benito Mussolini
- Alessandro Ciano
- Amedeo Giannini
- Arturo Riccardi
- Gustavo Fara
- Federico Ciccodicola
- Elia Rossi Passavanti
- Giacomo Acerbo